# Шор, Дина
Дина (Дайна) Шор (англ. Dinah Shore, 29 февраля 1916, Уинчестер, Теннесси — 24 февраля 1994, Беверли-Хиллз, Калифорния) — американская актриса и певица, одна из самых популярных сольных исполнительниц 1940-х и 1950-х годов.

## Биография

### Юные годы
Фрэнсис Роуз Шор (англ. Frances Rose Shore) родилась 29 февраля 1916 года в городе Уинчестере в штате Теннесси в семье еврейских иммигрантов из Российской империи Соломона Шора и Анны Штейн. В двухлетнем возрасте у Шор диагностировали полиомиелит, лечиться от которого в те годы было довольно тяжело, но благодаря большим стараниям её родителей болезнь удалось победить. Хотя у Шор сохранился небольшой дефект ноги и хромота, это всё же не мешало ей нормально жить. В 1924 году её семейство перебралось в соседний город МакМеннвилл, где отец Шор стал владельцем универсама. Он часто брал дочь вместе с собой в магазин, где Фрэнсис Роуз исполняла песни для клиентов. Мать Шор также поддерживала желание дочери петь и в 14 лет Фрэнсис Роуз дебютировала как певица в ночном клубе «Нэшвилл».

### Музыкальный дебют
После неожиданной смерти матери от инфаркта в 1932 году Фрэнсис Роуз покинула родной город и поступила в Университет Вандербилт в городе Нэшвилл, на отделение социологии. Будучи ещё студенткой университета, она дебютировала на местном радио, а после его окончания переехала в Нью-Йорк, где решила посвятить себя музыкальной карьере. На многих своих пробах Фрэнсис Роуз исполняла популярную в те годы песню Dinah и вскоре, многие диджеи на радио, не запомнив её настоящего имени, стали называть Фрэнсис Роуз Диной. Так она со временем превратилась в Дину Шор. Её карьера в Нью-Йорке началась на радио WBBR, где она пела с Фрэнком Синатрой. Далее последовали выступления с оркестром Ксавьера Кугата, а в 1941 году она уже подписала контракт с «RCA Victor».
Дина Шор быстро достигла большой популярности на радио и в 1943 году у неё уже было собственное радиошоу. В том же году состоялся её кинодебют в фильме «Благодари судьбу», где она сыграла саму себя. В годы Второй мировой войны, будучи очень популярной среди американских войск, Дина приняла участие в программе «USO», отправившись с выступлениями для американских солдат в Европу. На одном из этих выступлений она познакомилась с начинающим актёром Джорджем Монтгомери, который намеревался отправиться на военную службу. 3 декабря 1943 года они поженились и вскоре после свадьбы Джордж был принят в ряды американской армии. После его возвращения с фронта они поселились в Сан-Фернандо, Калифорния. В 1948 году Дина родила ему дочь Мелиссу Энн, а в 1954 — сына Джона Дэвида.

### Успех
В 1946 году Шор сменила студию звукозаписи на «Columbia Records». Там вскоре она достигла огромного коммерческого успеха, записав такие хиты, как «Shoo Fly Pie And Apple Pan Dowdy», «Buttons and Bows», «The Gypsy» и «The Anniversary Song». В течение четырёх лет сотрудничества с «Columbia Records» Дина также записала там песни «Laughing on the Outside (Crying on the Inside)», «I Wish I Didn’t Love You So», «I Love You (For Sentimental Reasons)», «Doin' What Comes Naturally» и «Dear Hearts And Gentle People».
В 1940-х годах Дина продолжала появляться и на большом экране. У неё были роли в фильмах «Вступайте в ряды армии» (1944), «Красавица Юкона» (1944), «Пока плывут облака» (1946) и «Весёлые и беззаботные» (1947). Последний раз в кино Дина снялась в 1952 году, после чего занялась музыкальной карьерой.

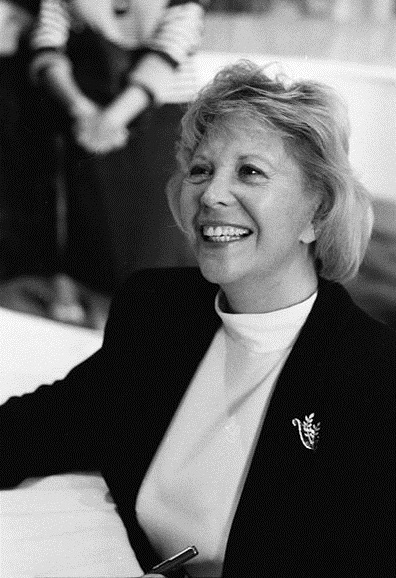
Дина Шор в 1990 году

В начале 1950-х она записала такие свои хиты, как «My Heart Cries for You», «Sweet Violets», «Blue Canary», «Changing Partners», «If I Give My Heart To You», «Love and Marriage», «Whatever Lola Wants», которые занимали высокие позиции в американских чартах. В 1960-е годы Дина Шор записала шесть успешных альбомов на студии Capitol Records, а её последний студийный альбом поступил в продажу в 1979 году.
В 1951 году на телевидении стартовало её собственное шоу, которое в 1955 году принесло ей премию «Эмми». Карьеру на телевидении Дина продолжала на протяжении всей своей жизни, будучи ведущей многих телевизионных передач и ток-шоу и став обладательницей девяти премий «Эмми», премии «Пибоди» и «Золотого глобуса».

### Поздние годы
Спустя пару недель после развода с Джорджем Монтгомери в 1963 году, Дина вышла замуж за Мориса Смита, брак с которым продлился около года. Помимо этого в 1960-х у неё были романы с комиком Диком Мартином, певцом Эдди Фишером и актёром Родом Тайлером, а в начале 1970-х она долгое время встречалась с актёром Бертом Рейнольдсом, который был моложе её на 20 лет.
Будучи большой поклонницей гольфа, в 1972 году Дина стала организатором специального женского турнира игры в гольф, а в 1994 году за свой вклад в развитие женского гольфа включена в Мировой холл славы гольфа.
Дина Шор умерла от рака яичников 24 февраля 1994 года в Беверли-Хиллз в возрасте 77 лет. Её прах был разделён на две части: первая часть похоронена на кладбище в Калвер-Сити, а вторая — в Палм-Спрингс.

## Память
- Одна из улиц в небольшом городке Катедрал-Сити, близ Палм-Спрингс, после её смерти была переименована в её честь.
- В её родном городе Уинчестер в Теннесси появился бульвар Дины Шор.